# Stig-Björn Nyberg
Stig-Björn Nyberg, född 28 oktober 1947 i Helsingfors, är en finländsk företagsledare. 
Nyberg blev filosofie magister 1982. Största delen av hans yrkesbana är knuten till Akademiska bokhandeln i Helsingfors, där han var librist och chef för olika avdelningar innan han 1998 blev bokhandelns direktör. Åren 1987–1990 var han verkställande direktör för Schildts förlag. Som marknadsförare och propagandist har Nyberg, själv en flitig skribent i kulturhistoriska ämnen, gjort stora insatser för att ge litteraturen, inte minst den finlandssvenska, en ny publik. Han tog initiativet till Helsingfors bokmässa och utsågs 2003 till ordförande för Bokhandelsförbundet i Finland. 